# New York (album)
Pour les articles homonymes, voir New York (homonymie).
Albums de Lou Reed
Mistrial
(1986) Songs for Drella
(1990)
New York est le titre d'un album solo de Lou Reed. À travers cet album dédié à sa ville au son brut et dépouillé, Lou Reed adopte le parlé/chanté, à travers des textes engagés traitant du sida, des ravages de la guerre du Vietnam et de l’exclusion sociale. Il y décrit les bas fonds new-yorkais, image des excès du monde moderne sur une musique incisive.

## Titres
Sauf indication contraire, toutes les chansons ont été écrites par Lou Reed.
Cet album est considéré comme celui du retour de Lou Reed, bien aidé en cela par son guitariste Mike Rathke.
C'est un album de rock n'roll classique, guitare, basse, batterie, parlé/chanté, où Lou utilise au mieux les sons de sa guitare, de sa voix ainsi que sa science des breaks (cf Dirty Blvd).
1. Romeo Had Juliette – 3:09
2. Halloween Parade – 3:33
3. Dirty Blvd. – 3:29
4. Endless Cycle – 4:01
5. There Is No Time – 3:45
6. Last Great American Whale – 3:42
7. Beginning of a Great Adventure (Reed, Mike Rathke) – 4:57
8. Busload of Faith – 4:50
9. Sick of You – 3:25
10. Hold On – 3:24
11. Good Evening Mr. Waldheim – 4:35
12. Xmas in February – 2:55
13. Strawman – 5:54
14. Dime Store Mystery – 5:01